# وريد وجهي عميق
الوريد الوجهي العميق (بالإنجليزية: Deep facial vein)‏ يربط بين الوريد الوجهي الأمامي والضفيرة الجناحية الوريدية.

## روابط خارجية
- http://www.dartmouth.edu/~humananatomy/figures/chapter_47/47-5.HTM